# Prázdnota (astronomie)

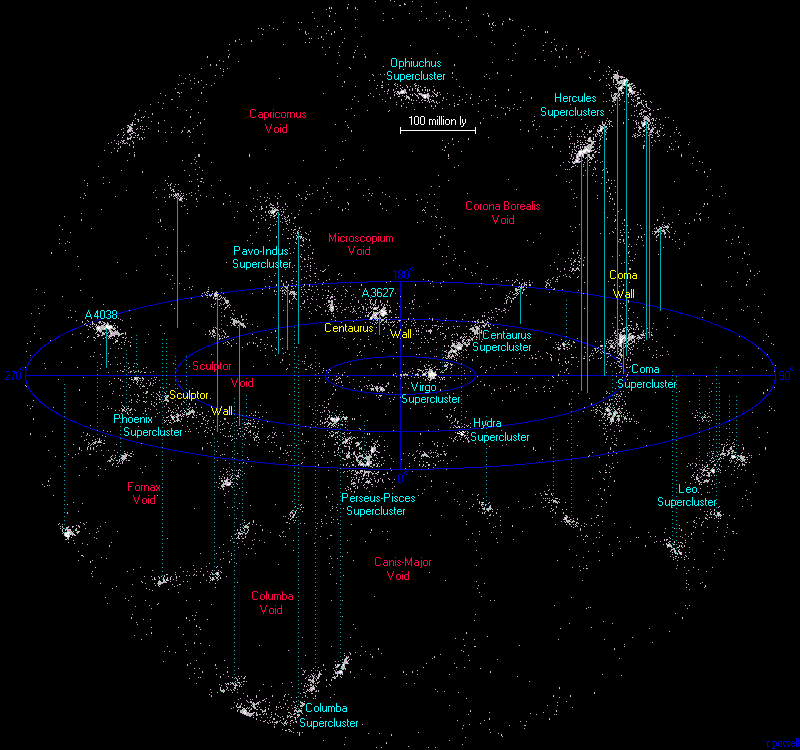
Blízké okolí Mléčné dráhy s Místní superkupou galaxií v Panně, jsou vidět prázdnoty mezi filamenty

Pojmem prázdnota (anglicky „void“, pl. „voids“) se v astronomii a v astrofyzice označují obrovské prázdné prostory mezi velkými strukturami ve vesmíru.
Rozdělení hmoty ve vesmíru má dle astronomických pozorování a simulací v největších vzdálenostech charakter pláství či buněk, které jsou tvořené filamenty (vlákny galaxií) a mezi nimi ležící prázdnotou.
Dosud pozorované prázdnoty mají průměr okolo 100 miliónů světelných let. Největší prázdnota byla objevena v roce 2007 v souhvězdí Eridanu. Má průměr 500 milionů světelných let a tisícinásobný objem oproti ostatním prázdnotám.
Simulace ukazují, že mohou obsahovat více hmoty než se dříve předpokládalo. Astronomové přišli i s teorií, že Země (a celá galaxie Mléčná dráha) se nachází v prázdnotě o průměru 2 miliardy světelných let.